# Крістоффер Аєр
Крістоффер Аєр (норв. Kristoffer Vassbakk Ajer, нар. 17 квітня 1998, Релінген, Акерсгус, Норвегія) — норвезький футболіст, захисник англійського клубу «Брентфорд» і національної збірної Норвегії.

## Клубна кар'єра
Крістоффер Аєр народився у комуні Релінген, що на півдні Норвегії. Грати у футбол він почав у клубі «Ліллестрем» з однойменного міста. З 2010 року футболіст провів чотири сезони у молодіжній команді клубу.
Професійну кар'єру Аєр розпочав у 2014 році, коли приєднався до клубу Тіппеліги «Старт» з міста Крістіансанн. У клубі Крістоффер провів два сезони.
У січні 2016 року Аєр уклав чотирирічну угоди з шотландським клубом «Селтік». Але для поповнення досвіду один сезон футболіст провів в оренді в іншому клубі з Шотландії — «Кілмарнок».
21 липня 2021 за 15,7 млн євро перейшов до складу англійського «Брентфорда», підписавши з клубом контракт на 5 років.

## Кар'єра в збірній
Крістоффер Аєр з 2014 року грав за різні вікові збірні Норвегії. Свій дебютний матч у національній збірній Норвегії провів 23 березня 2018 року в товариському поєдинку проти команди Австралії.

## Досягнення
Селтік
- Чемпіон Шотландії (3): 2017/18, 2018/19, 2019/20
- Володар Кубка Шотландії (3): 2017/18, 2018/19, 2019/20
- Володар Кубка Ліги (3): 2017/18, 2018/19, 2019/20